# Etiyé Dimma Poulsen
Etiyé Dimma Poulsen (sinh năm 1968) là một nhà điêu khắc người Đan Mạch gốc Nigeria được biết đến với công việc làm gốm.

## Tiểu sử
Khi cô lên 6, Poulsen sống ở Ethiopia, sau đó chuyển đến Tanzania và cuối cùng đến sống Kenya cùng cha mẹ nuôi. Cha mẹ cô là người Đan Mạch và họ lại chuyển cô về Đan Mạch khi cô 14 tuổi. Ở đây, cô học ngành lịch sử nghệ thuật ở trường đại học và dạy nghệ thuật trong các chương trình thanh thiếu niên. Ban đầu cô tập trung vào vẽ tranh phong cảnh bằng dầu trên vải, sở thích trong việc sáng tạo với nghệ thuật đã thúc đẩy cô chuyển đến Pháp lúc 23 tuổi và bắt đầu làm việc với đất sét. Hiện tại, cô đang sống và làm việc tại một studio ở Antwe, Bỉ.

## Công việc
Từ năm 1990, Poulsen đã thực hiện các triển lãm cá nhân tại Đan Mạch, Pháp, Hoa Kỳ, Bờ Biển Ngà, Cameroon và Thụy Sĩ. Sau đó, cô dần bắt đầu làm các chương trình nhóm ở Tây Ban Nha, Palma de Mallorca, Bỉ, Hoa Kỳ và Pháp vào năm 1992.